# Sport-Thieme
Sport-Thieme är ett tyskt postorderföretag som är specialiserat på institutionell idrott. Huvudkontoret ligger i Grasleben i Niedersachsen. Företaget har sju försäljningskontor över hela Tyskland och samarbetar med olika regionala och nationella idrottsförbund samt universitetsidrottsföreningar.

## Historia
Företaget grundades den 1 april 1949 av Karl-Heinz Thieme. I början av 1960-talet inrättades verkstäder på företagets område för att kunna tillverka produkter i egen regi. År 1971 påbörjades utbyggnaden av lagerområdet i industriområdet Heidwinkel, en stadsdel som tillhör Grasleben. Hans-Rudolf Thieme, grundarens son, införde 1979 ett elektroniskt varuhanteringssystem och gick 1983 in i företagsledningen. Genom införandet av exportstrategier från 1992 och starten av en webbutik 1996 utvecklades Sport-Thieme till en ledande leverantör. Efter grundarens död 1999 fortsatte företaget sin tillväxt. Företagsförvärv bidrog avsevärt till expansionen, däribland Reivo (1992), Olympia-Sporthaus Loydl (2000), Holz-Hoerz (2006) samt Automaten Hoffmann (2012, senare Sportime). Thiemes svärson Maximilian Hohe började i företaget 2011 och tog över ledarskapet 2014. År 2023 översteg koncernomsättningen för första gången 100 miljoner euro. I början av 2024 introducerade Sport-Thieme en ny varumärkesidentitet. Från och med den 1 januari 2025 konsoliderade företaget samtliga tidigare logistikplatser till en enda ny anläggning i Haldensleben, Sachsen-Anhalt.

## Produkter och tjänster
Företaget erbjuder ett sortiment av sportartiklar för skolor, föreningar, fitness och terapi, med över 19 000 produkter för mer än 70 idrotter.

## Dotterbolag och ägarandelar
Sport-Thieme GmbH är verksam internationellt och har ägarandelar i flera länder:
- Tyskland: Holz-Hoerz GmbH (100 %)
- Nederländerna: Sport-Thieme B.V. (100 %)
- Norge: Klubben (Klubben A/S (38,7 %), Solves Gate A/S (37,2 %))
- Österrike: Sport-Thieme GmbH (100 %)
- Schweiz: Sport-Thieme AG (100 %)

## Kataloger och webbutiker
Sport-Thieme publicerar årligen kataloger på flera språk samt specialiserade temakataloger. Webbutiken, som varit aktiv sedan 1996, är tillgänglig i ett flertal europeiska länder. Förutom den tyska marknaden driver företaget webbutiker i Belgien, Danmark, Finland, Nederländerna, Norge, Österrike, Sverige, Schweiz, Slovenien och en internationell engelskspråkig webbutik.